# Nhân Đạo, Đắk R'lấp
Nhân Đạo là một xã thuộc huyện Đắk R'lấp, tỉnh Đắk Nông, Việt Nam.

## Địa lý
Xã Nhân Đạo nằm ở phía đông nam huyện Đắk R'lấp, có vị trí địa lý:
- Phía đông giáp xã Nhân Cơ và thành phố Gia Nghĩa
- Phía tây giáp xã Nghĩa Thắng
- Phía nam giáp các xã Nghĩa Thắng, Đạo Nghĩa và tỉnh Lâm Đồng
- Phía bắc giáp xã Nhân Cơ.

Xã có diện tích 65,00 km², dân số năm 2002 là 4.051 người, mật độ dân số đạt 62 người/km².

## Hành chính
Xã Nhân Đạo có 7 thôn, bon được chia thành 6 thôn: 2, 3, 4, 6, 7, 8 và bon Pi Nao.

## Lịch sử
Xã Nhân Đạo được thành lập vào ngày 31 tháng 12 năm 2002 trên cơ sở 6.500 ha diện tích tự nhiên và 4.051 người của xã Đạo Nghĩa.
Ngày 30 tháng 9 năm 2019, Hội đồng Nhân dân tỉnh Đắk Nông ban hành Nghị quyết 24/NQ-HĐND về việc:
- Sáp nhập một phần thôn 1 vào thôn 3
- Sáp nhập phần còn lại thôn 1 vào thôn 4.